# Vals (Tyrolsko)
Vals je obec v Rakousku ve spolkové zemi Tyrolsko v okrese Innsbruck-venkov. Obec náleží pod soudní okres Innsbruck.Žije zde 532 obyvatel.

## Geografie
Vals zahrnuje celé šest kilometrů dlouhé údolí Valsertal, které se u St. Jodoku spojuje s údolím Schmirntal a u Stafflachu ústí do údolí Wipptal. Součástí Valsu je také náhorní plošina Padaun, jehož území sahá až k hlavnímu hřebeni Tuxer Hauptkamm v nadmořské výšce přes 3000 metrů. Na jihovýchodě tvoří obec také hranici s Jižním Tyrolskem (Itálie). Údolím protéká západním směrem potok Valser Bach, který v obci St. Jodok nabírá zprava potok Schmirnbach a vlévá se zprava u Stafflachu do řeky Sill, který teče severním směrem k řece Inn. Centrem obce je St. Jodok, i když severní polovina stejnojmenné obce patří k obci Schmirn. U St. Jodok brennerská železnice překonává výškový rozdíl smyčkou.
Obec má rozlohu 4,71 km². Z toho 6,5 % tvoří zemědělská půda, 32 % alpské louky, 30,5 % lesy a 30 % vysokohorské území. Z celkové rozlohy je 7,2 % trvale osídleno.

### Sousední obce
Tři z pěti sousedních obcí se nacházejí v okrese Innsbruck-venkov, jedna v okrese Schwaz a jedna v Jižním Tyrolsku.
| Steinach am Brenner | Schmirn                   |  |
| Steinach am Brenner | Finkenberg (okres Schwaz) |  |
| Steinach am Brenner | Pfitsch (Jižní Tyrolsko)  |  |

## Historie
První písemná zmínka o oblasti pochází z roku 1313, kde je uvedena jako Valles. Název je odvozen od latinského vallis (údolí), protože oblast kdysi využívali románsky mluvící zemědělci z Wipptalu jako vysokohorskou pastvinu. Ve středověku se v údolí Vals těžil mramor a pocházejí odtud mimo jiné podlahy Hofburgu v Innsbrucku a innsbrucké katedrály. V roce 1809 se Vals stal bojištěm během bitvy u Bergiselu. V roce 1942 bylo celé údolí zařazeno pod ochranu přírody a v roce 2001 bylo 35,19 km² zadního údolí Vals nově vyhlášeno jako oblast Natura 2000. V době národního socialismu byli ve Valsu nasazeni váleční zajatci a nuceně nasazení dělníci pro plánovanou těžbu molybdenu v blízkosti Alpeiner Scharte do výšky 2950 m n. m.  Za tímto účelem zde byly zřízeny tábory nucených prací. Ložisko molybdenu bylo malé, těžba nebyla úspěšná a v roce 1944 zastavena. Těžba si vyžádala mnoho obětí.

## Znak
Blason: V červeném štítu černý zkrácený klín se zlatou korunkou. 
Znak je tvořen písmenem V, které symbolizuje strukturu údolí a koruna v něm svatého Jošta.